# کریستا ورنوف
کریستا ورنوف (به انگلیسی: Krista Vernoff) (زاده ۱۹۷۲) فیلم‌نامه‌نویس آمریکایی است.